# نوگراد
نوگراد (به مجاری:  Nógrád) یکی از استان‌های مجارستان است.

## خصوصیات
نوگراد ۲٬۵۴۵٫۴۸ کیلومترمربع مساحت و ۲۰۲٬۴۲۷ نفر جمعیت دارد.

## نگارخانه

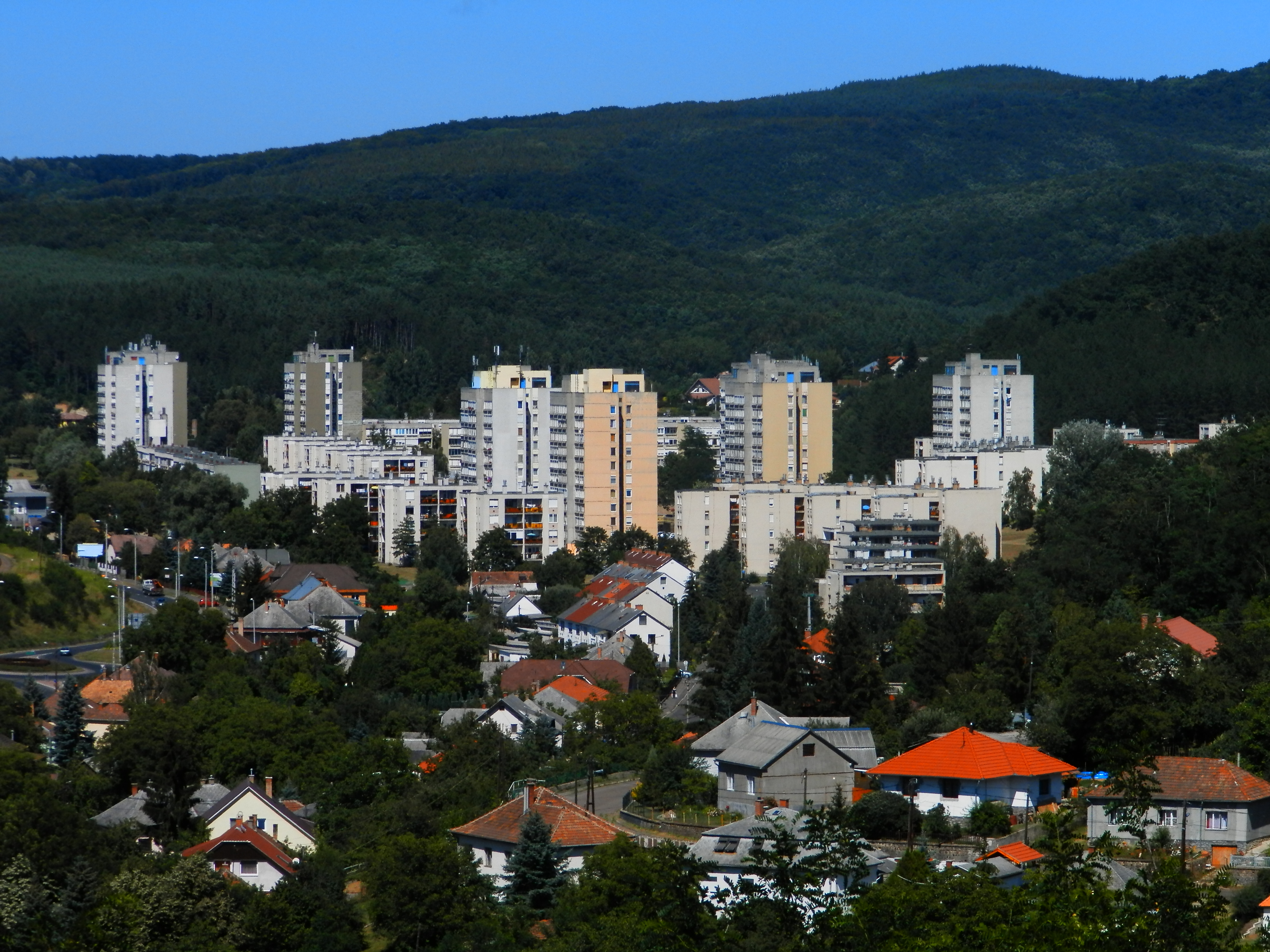
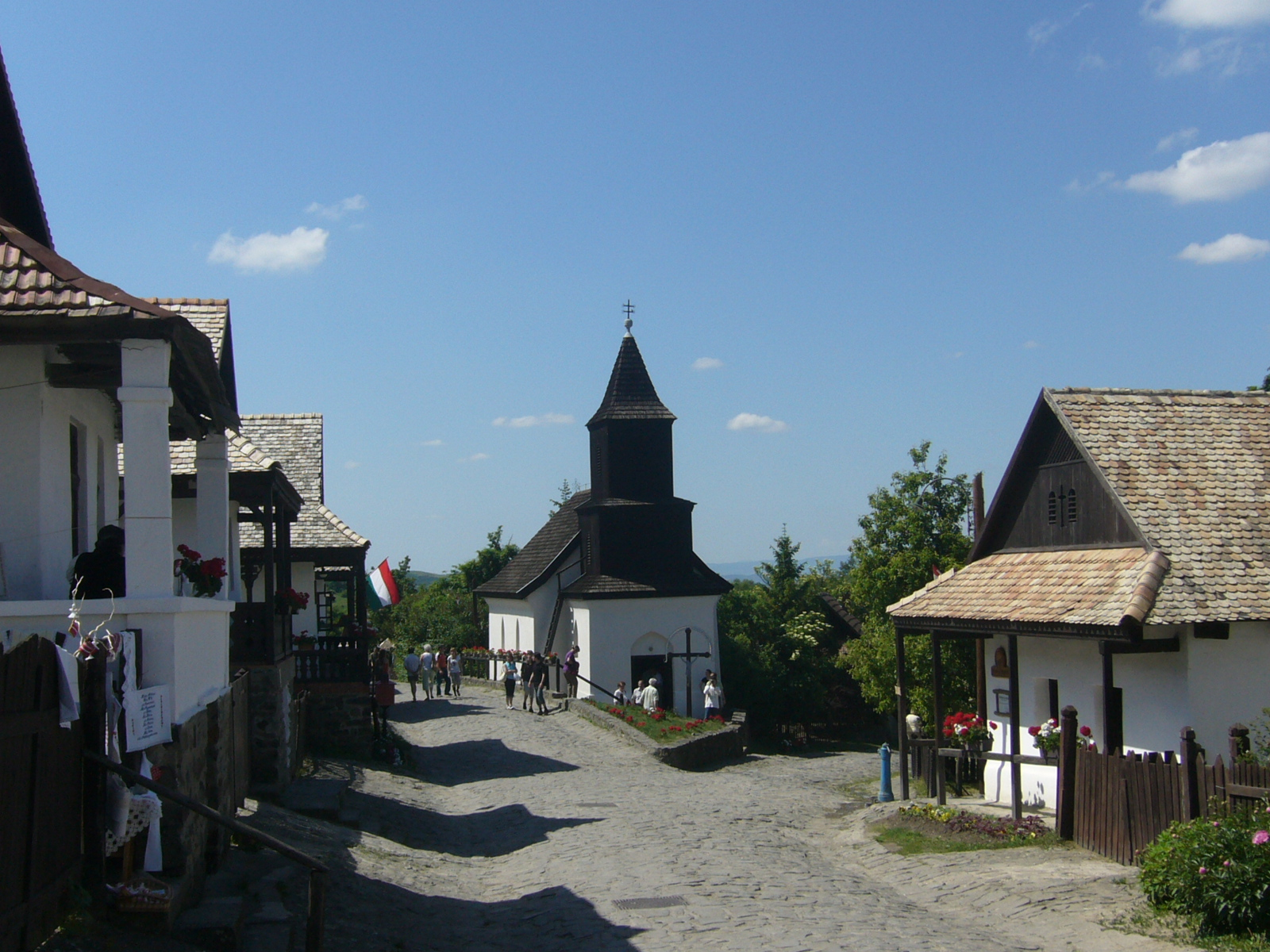
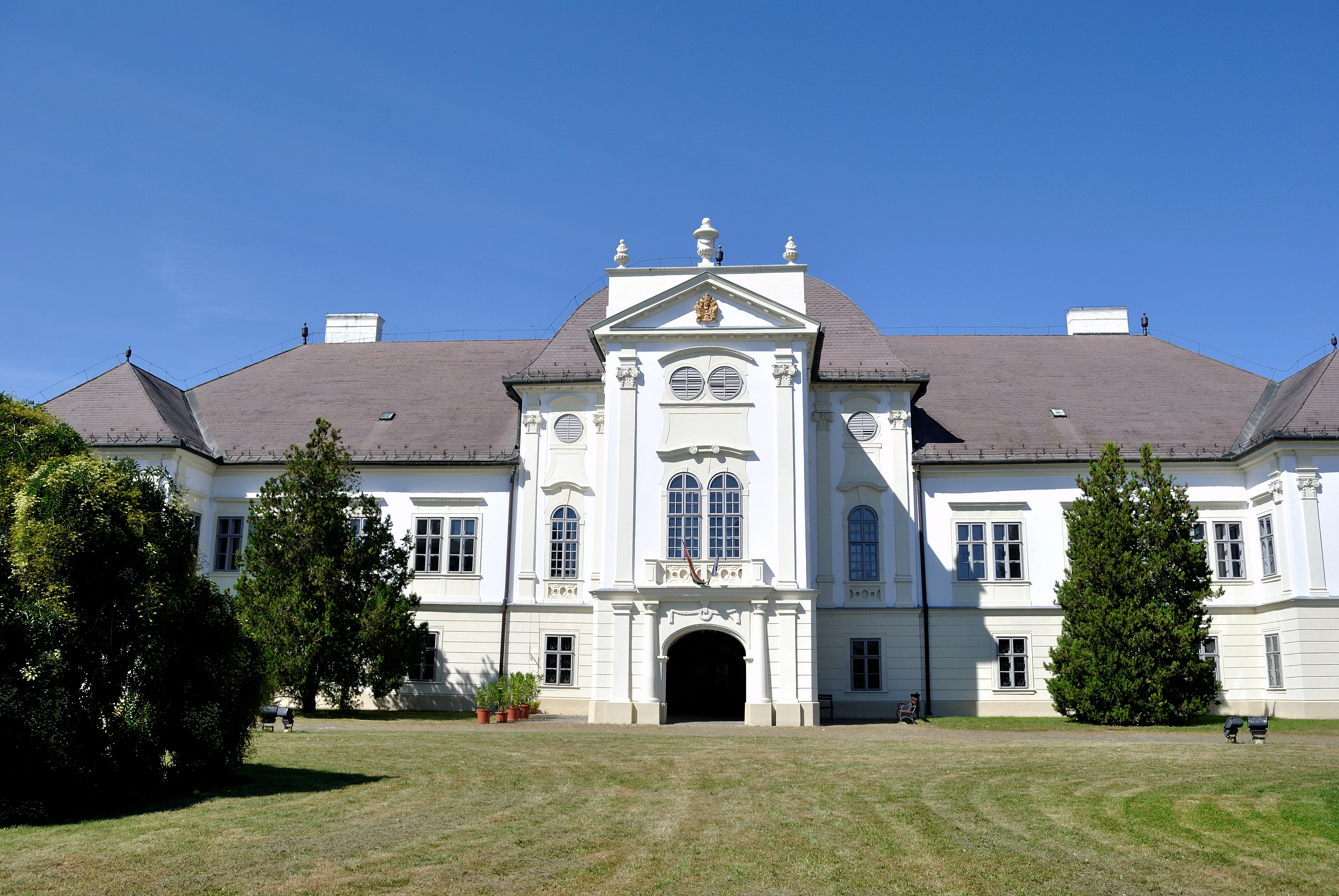
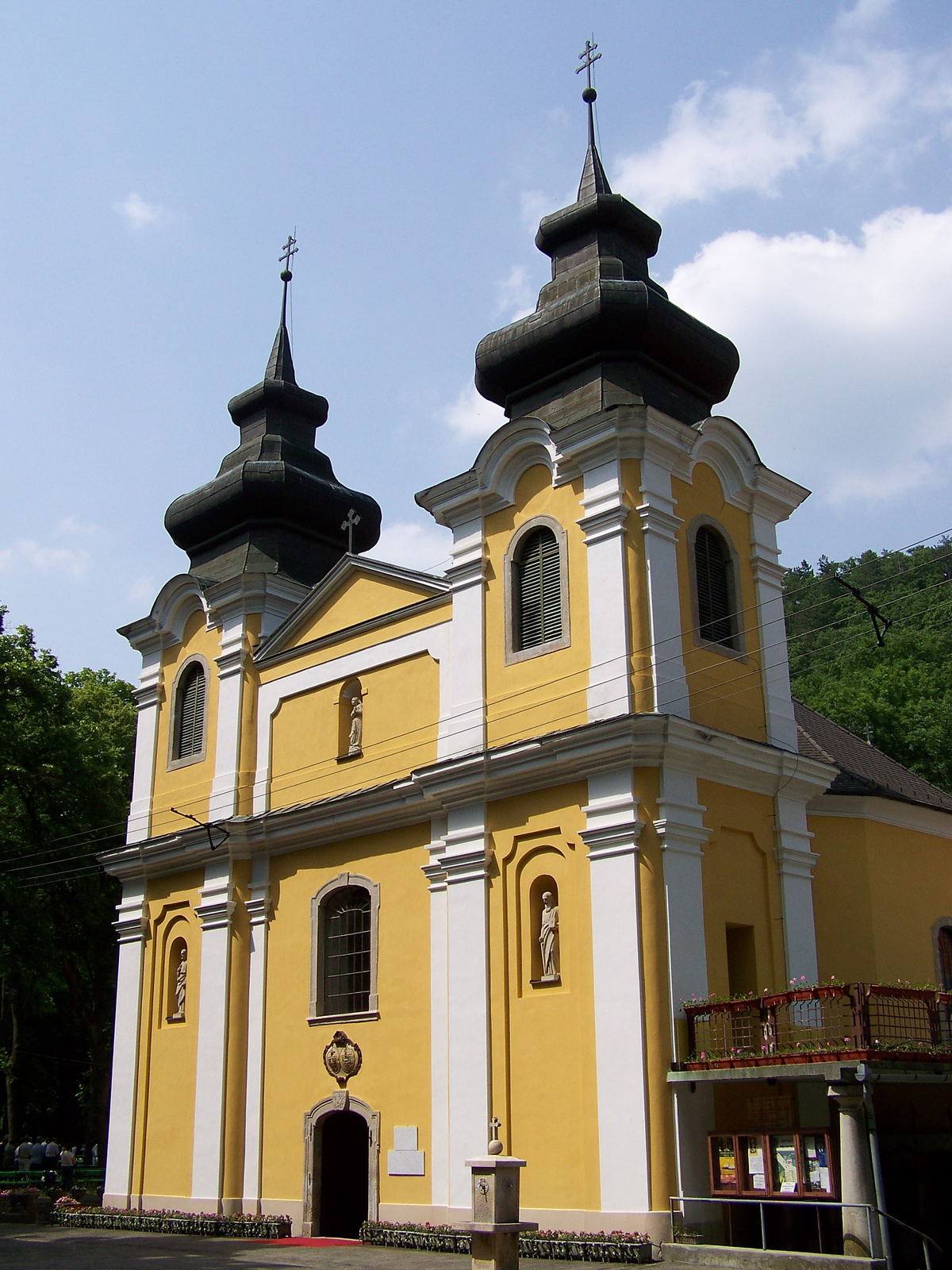
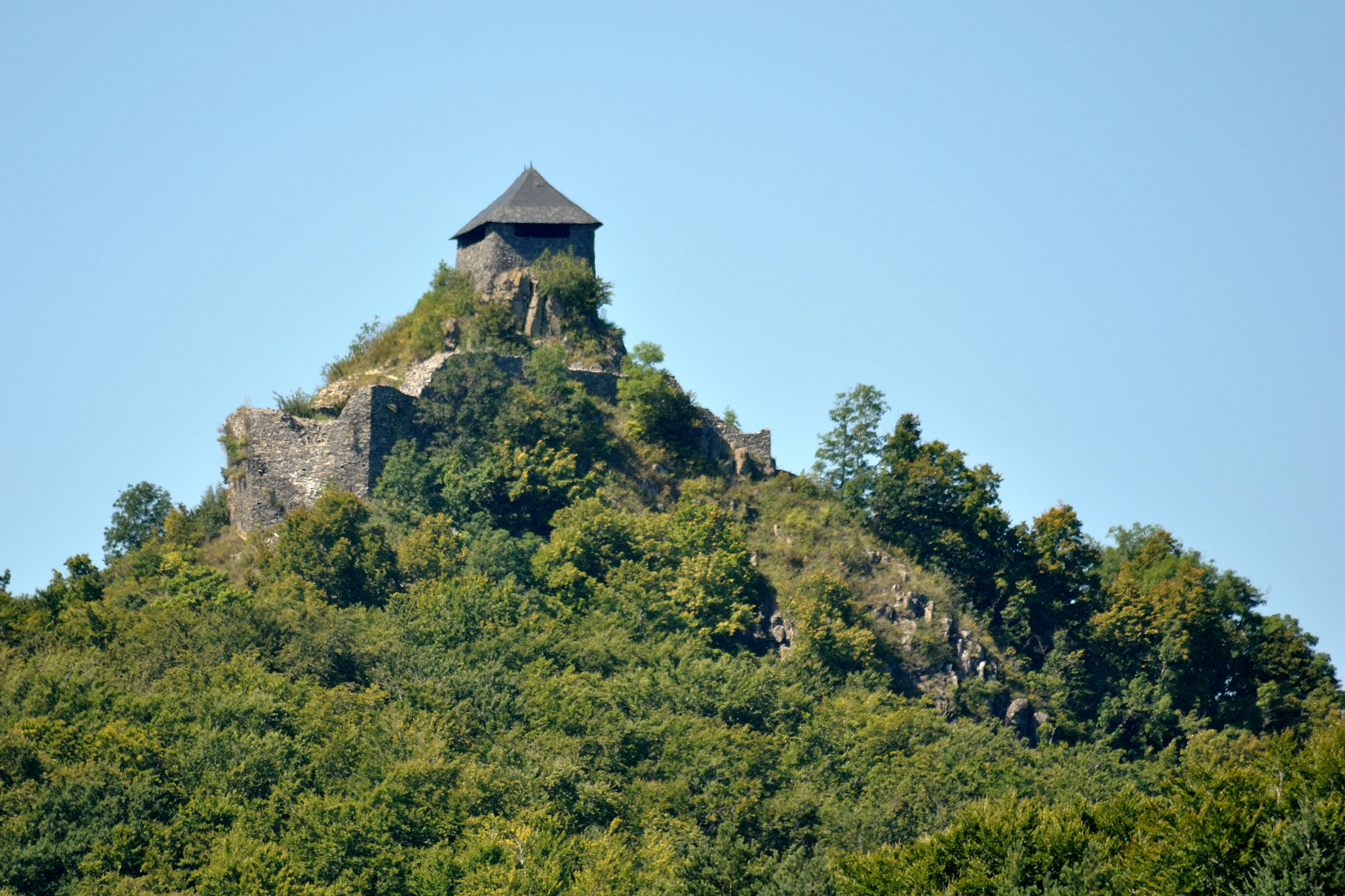